# World of Volvo
World of Volvo är ett bilmuseum och upplevelsecenter i Göteborg, gemensamt ägt av Volvo Cars och Volvo Group. Det öppnade i april 2024 och fungerar som ett kultur- och utställningsutrymme för Volvos varumärke och arv. World of Volvo öppnade efter att det tidigare Volvomuseet stängde i december 2023.

## Historia

### Tidigare Volvomuseet

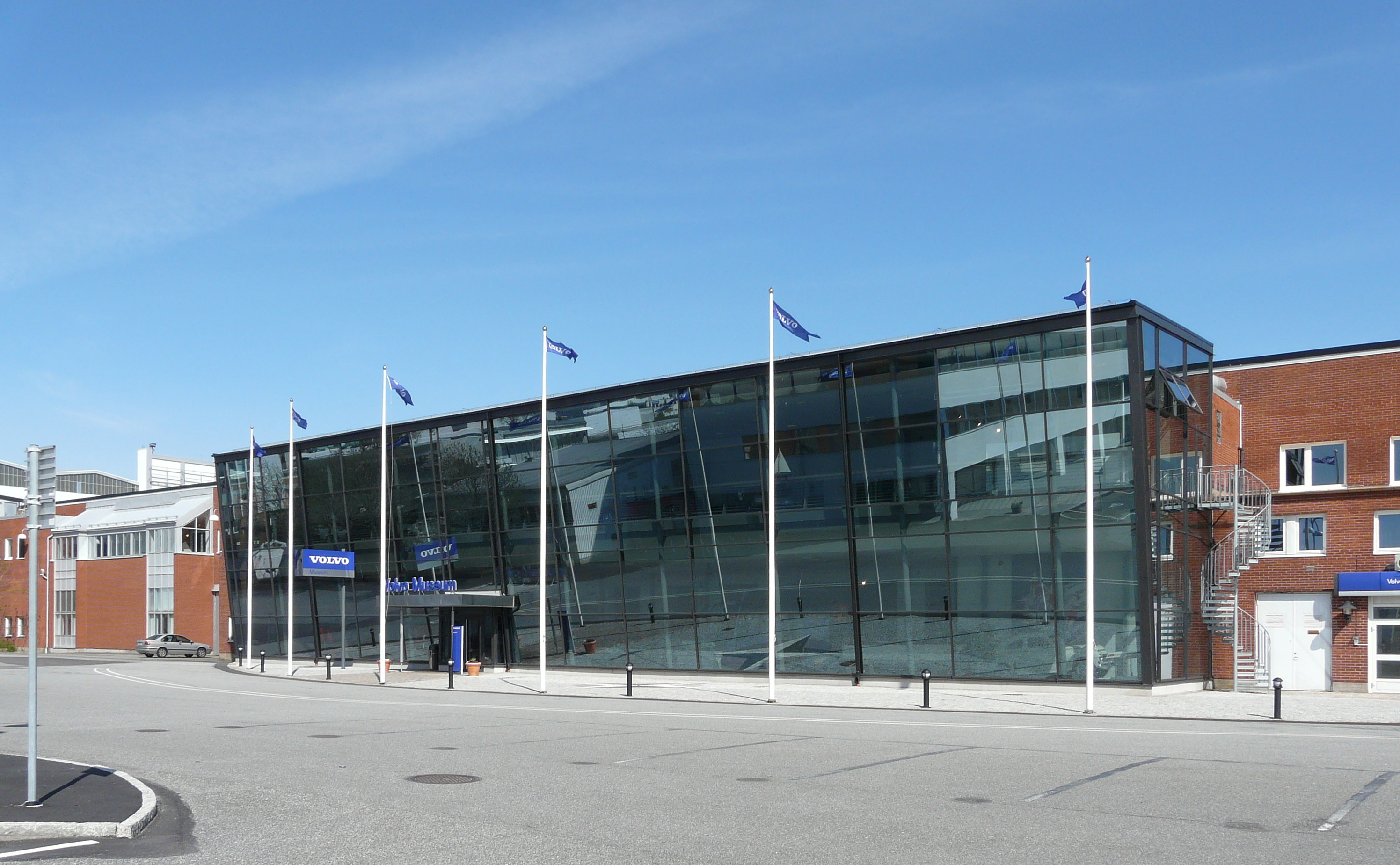
Det ursprungliga Volvomuseet i Arendal (1995–2023)

Det ursprungliga museet öppnade 1995 och låg i området Arendal på Hisingen, cirka 10 km väster om centrala Göteborg. Museet startade ursprungligen som ett projekt av en anställd på Volvofabriken, och var inrymt i ett komplex av industribyggnader nära Volvos fabrik. Det ägdes av Volvo Cars och Volvo Group och visade Volvos utveckling från grundandet 1927 till modern tid, med en rad fordon, motorer och prototyper. Museet innehöll också historiska artefakter, inklusive det delade skrivbordet av företagets grundare Assar Gabrielsson och Gustaf Larson.

Utställningarna inkluderade Volvos tidiga produktionsmodeller, inklusive Volvo ÖV 4, samt anmärkningsvärda prototyper som Volvo Philip och Volvo VESC. Museet visade också konstruktioner från Volvo Aero, Volvo Penta och Volvo Ocean Race. Museet låg nära Arendals kryssningsterminal, vilket bidrog till en ganska stor andel av besökarna. Volvomuseet var öppet för besökare fram till december 2023.

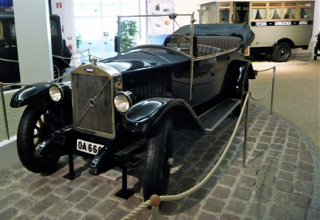
Volvo ÖV4
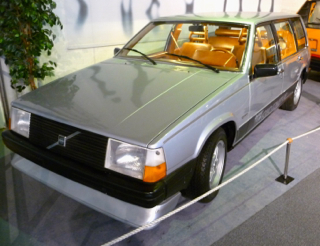
Volvo VCC
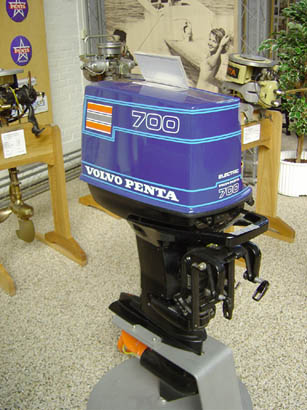
Volvo Penta
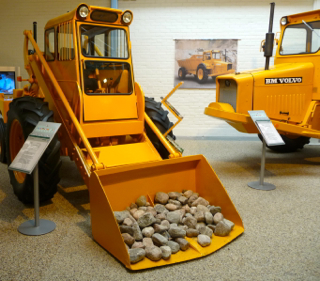
Volvo BM-fordon

### Etablering och invigning

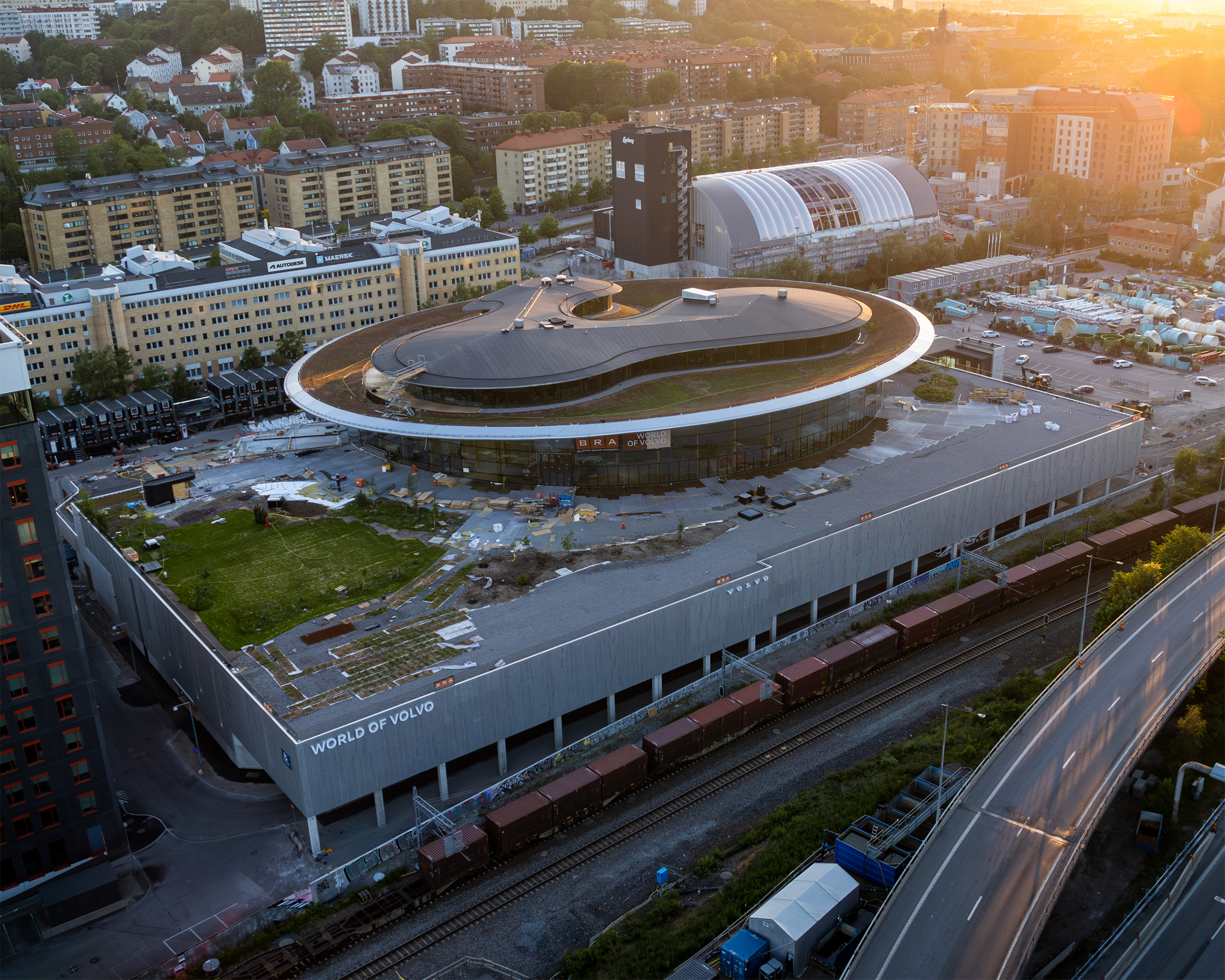
Byggkonstruktion 2023

I slutet av 2010-talet tillkännagav Volvo sin ambition att skapa en ny offentlig anläggning belägen i centrala Göteborg. I januari 2020 godkände Europeiska kommissionen planerna från Volvo Cars och AB Volvo för det som då beskrevs som en "upplevelsepark". Senare samma år bekräftade Volvo att den nya anläggningen, kallad World of Volvo, skulle ersätta Volvomuseet i Arendal.
Anläggningen, som ligger i Göteborgs evenemangsdistrikt nära Liseberg, syftade till att locka en större publik än det tidigare museet och erbjuda interaktiva utställningar, konferenser och kulturella evenemang utöver fordonsutställningar. Byggnaden, som ritades av den danska arkitektfirman Henning Larsen, började byggas i början av 2022, med material från Sverige och Österrike. Det ursprungliga Volvomuseet stängdes i december 2023, som förberedelse för att utställningar skulle flyttas till det nya centret. Det nya centret färdigställdes i början av 2024. Den 14 april 2024, på Volvos 97-årsdag, invigdes centret.

## Byggnaden

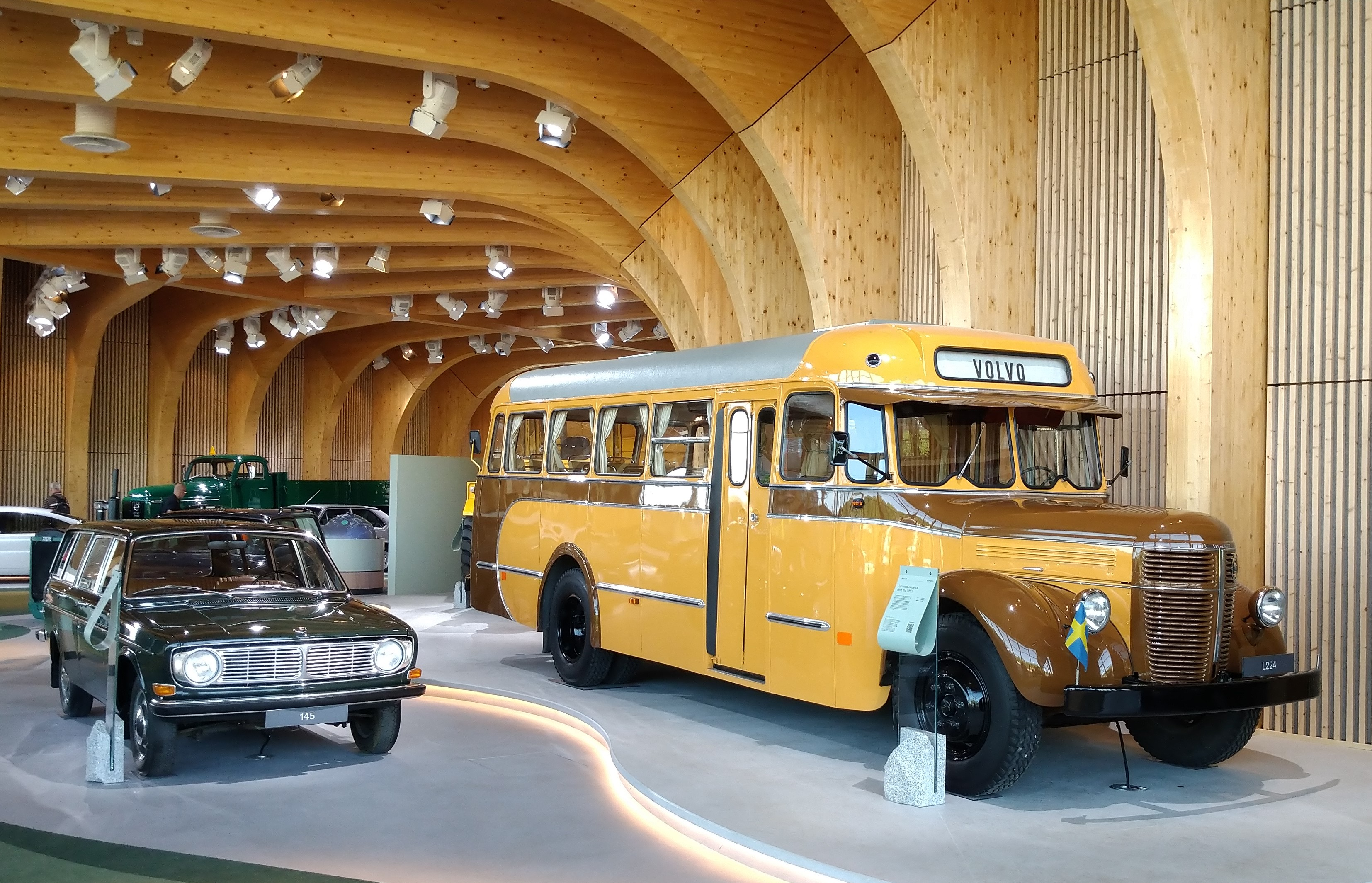
Träinteriör i byggnaden

World of Volvo är inrymt i en 22 500 kvadratmeter stor struktur, designad av den danska arkitektfirman Henning Larsen. Den övre byggnaden är huvudsakligen konstruerad av limträ och korslimmat trä (CLT) och följer en cirkulär design med tre centrala träpelare som viker utåt för att stödja taket. Dessa är avsedda att likna trädstammar och återspegla det svenska allemansrättskonceptet Allemansrätten. Den nedre byggnaden innehåller en fem våningar stor parkeringsplats.
Strukturen inkluderar utställningshallar, evenemangsutrymmen och en central trappa med integrerade sittplatser som leder till en övre nivå som innehåller en restaurang, bar och konferensanläggningar. Det cirkulära taket, delvis täckt med vegetation, är tillgängligt för besökare. Byggnaden ligger där Saabs växellådsfabrik tidigare var belägen. Grundarbetet var utmanande eftersom platsen bestod av vattenmättad lera, där över 60 000 kubikmeter lera fick avlägsnas.
Byggnaden kännetecknas av att trä i stor utsträckning använts som bärande element, där dimensioneringen genomförts med hjälp av algoritmstyrd parametrisk design. Huvudentreprenören för projektet var BRA Bygg, med Wiehag i Österrike som ansvarade för tillverkningen av timmer och Optima Engineering som övervakade konstruktionstekniken. Byggandet började 2022 och byggnaden färdigställdes i början av 2024.

## Utställningar och faciliteter

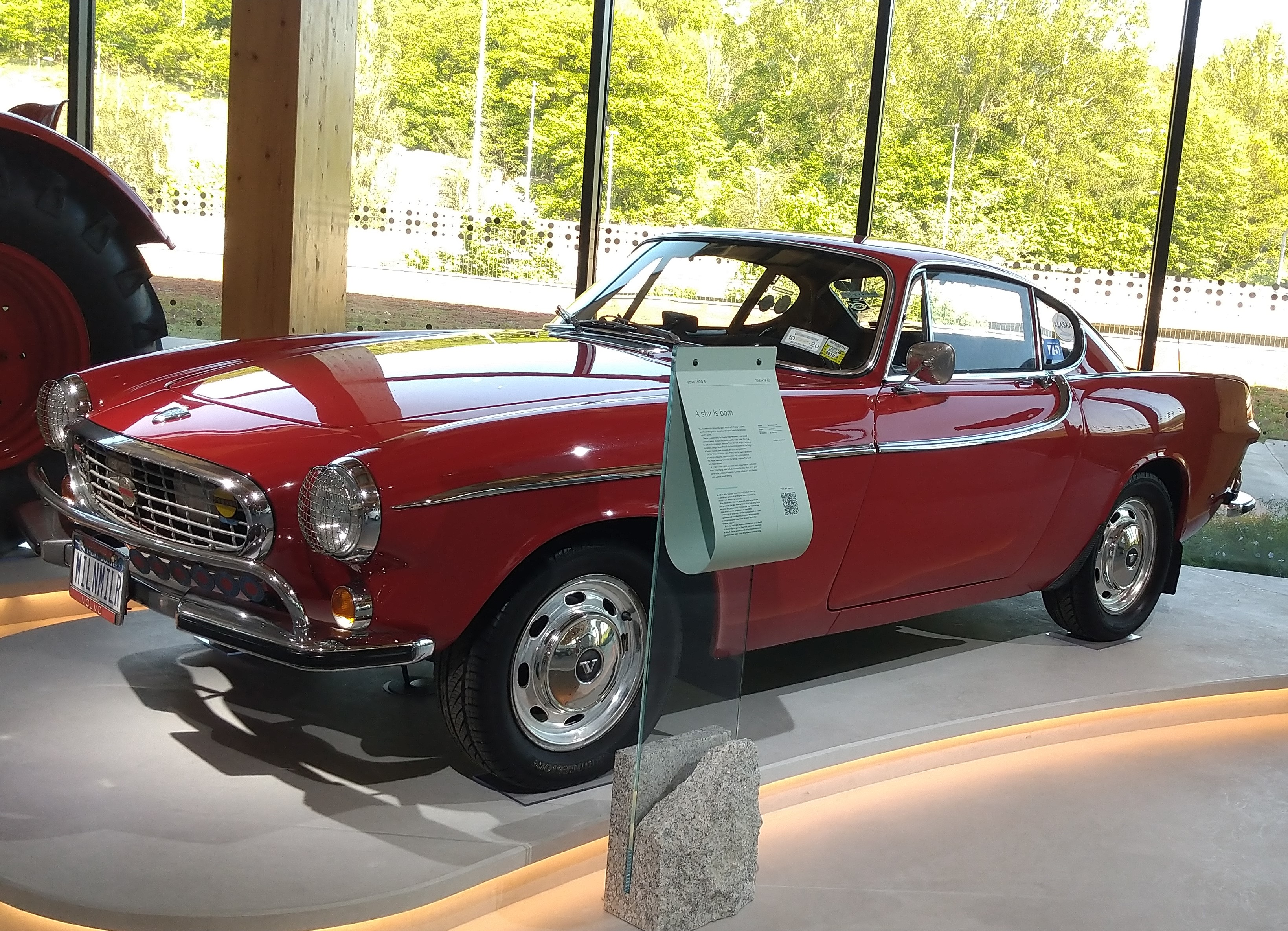
Irv Gordons Volvo P1800

World of Volvo värd för permanenta och tillfälliga utställningar om olika aspekter av varumärkets historia, inklusive dess fordonsinnovationer och bidrag till transportsäkerhet. Det har också interaktiva skärmar och multimediainstallationer som utforskar företagets roll inom mobilitet.
Några utställningar inkluderar:
- Volvo Experimental Safety Car (VESC): Ett konceptfordon från 1970-talet som introducerade funktioner som låsningsfria bromsar, krockkuddar och en av världens första backkameror.[21]
- Volvo Vit buss: Ett historiskt betydelsefullt fordon som användes av Svenska Röda Korset i Nazityskland 1945 för att rädda fångar från nazistiska koncentrationsläger.[21]
- Världens bil med högst körsträcka: En Volvo P1800 som körde 3,2 miljoner miles (5 150 000 km), ursprungligen ägd av den amerikanska läraren Irv Gordon.[22]
- "Adventure in Distractville" Simulator: En körupplevelse som är utformad för att utbilda besökare om farorna med distraherad körning.[21]

Förutom sina utställningar fungerar centret som en plats för företags- och kulturevenemang, med konferensutrymmen och offentliga utrymmen utformade för föreläsningar, workshops och branschträffar. Centret innehåller också en restaurang.